# Jean Fredman

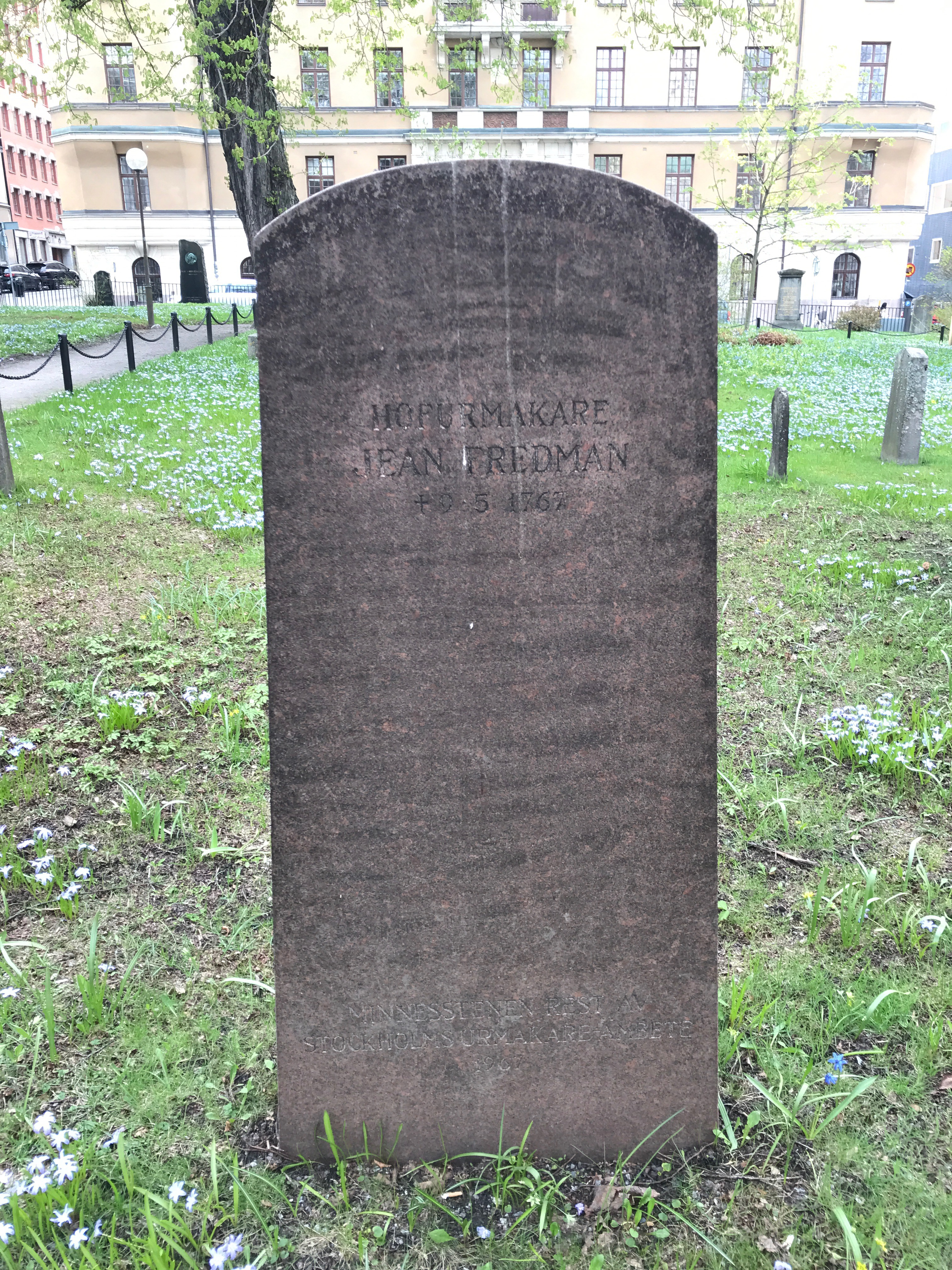
Jean Fredmans minnessten på Adolf Fredriks kyrkogård.

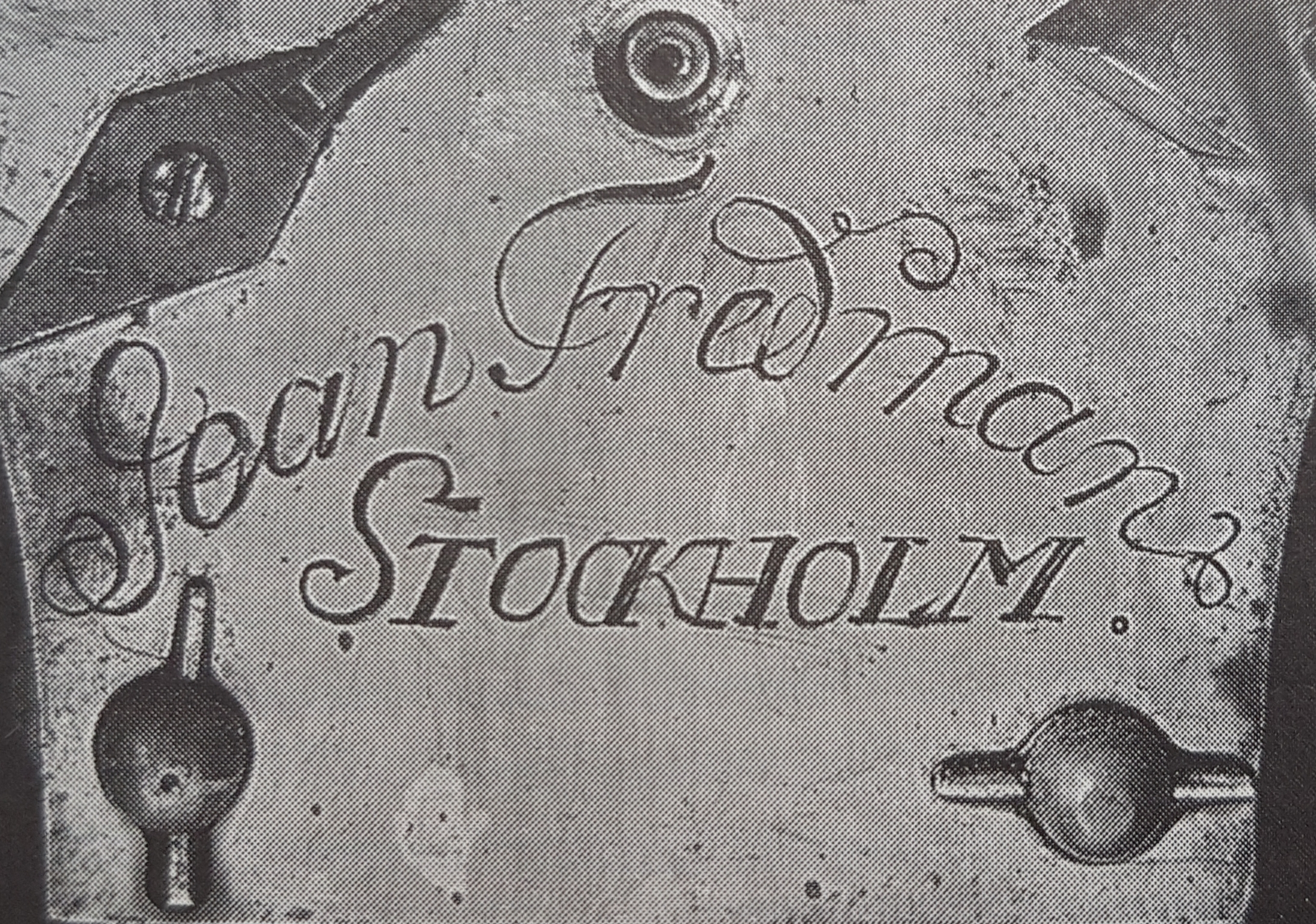
Fredmans signatur på ett urverk i Kungliga husgerådskammaren.

Johan Fredrik (Jean) Fredman, född 1712 eller 1713 i Stockholm, död 9 maj 1767 i Stockholm, var en svensk hovurmakare. Han blev förebild till Carl Michael Bellmans halvfiktiva figur Fredman samt gav namn till sångsamlingarna Fredmans epistlar och Fredmans sånger.

## Biografi
Fredman var en välkänd Stockholmsfigur, son till urmakaren Andreas Fredman i dennes första äktenskap. Han gick i lära hos sin far och genomförde senare sin gesällvandring till London. Fredman antogs som urmakarmästare i Stockholms Urmakare-Ämbete 3 april 1736 och valdes till ålderman i skrået 1741, blott 29 år gammal. Fyra år senare utnämndes han till hovurmakare, och avsade sig då posten som ålderman. Han drev sin verkstad i Bergstrahlska huset vid Riddarhustorget och ansvarade för Stockholms förnämsta tornur, Storkyrkan och Riddarholmen. 
Samma år gifte han sig med den välbeställda änkan Katarina Liedberg, men de kom inte överens och deras gräl slutade ibland med handgripligheter. Fredman förskingrade sedermera sin hustrus pengar, vilket så småningom ledde till en omtalad och skandalös rättsprocess. 
När hustrun dog 1752 började det gå ordentligt utför med Fredman. Han misskötte sig och avsattes från sina poster vid Stockholmsämbetet. Vid inventeringen av ämbetslådan visade det sig att tillgångarna bestod av en mindre summa kontanter samt en revers på 144 daler kopparmynt med sexprocentig ränta utfärdad av Fredman. Han försummade även tjänsten som hovurmakare, och anhöll om avsked 1758. Nu gick förfallet i ett raskare tempo, och han hamnade småningom på gatan som en av Stockholms alkoholister fram till sin död den 9 maj 1767, som skall ha varit ett resultat av "bröstfeber".
Det var den utslagne Fredman Bellman skildrade. Sången om Fredmans begravning var den första Bellman skrev om honom. Den fick småningom nummer 26 i Fredmans sånger: Fredman, namnkunnig urmakare i Stockholm, utan ur, verkstad och förlag.
Jean Fredman är representerad med arbeten vid bland annat Drottningholms slott, Kungliga husgerådskammaren och Stockholms stadsmuseum.

## Övrigt
- Fredmansgatan på Södermalm i Stockholm är uppkallad efter Jean Fredman.
- Stefan Sundström återanvänder i sin sång Fredmans sista epistel från skivan Hå Hå Ja Ja (1993) sagde Fredman.